# Lencouacq
Lencouacq – miejscowość i gmina we Francji, w regionie Nowa Akwitania, w departamencie Landy.
Według danych na rok 1990 gminę zamieszkiwało 439 osób, a gęstość zaludnienia wynosiła 5 osób/km² (wśród 2290 gmin Akwitanii Lencouacq plasuje się na 758. miejscu pod względem liczby ludności, natomiast pod względem powierzchni na miejscu 45.).